# Fabienne Courtiade
Fabienne Courtiade (geboren am 4. September 1970 in Villeneuve-Saint-Georges, Département Val-de-Marne) ist eine französische Graveurin und Medailleurin.

## Werdegang

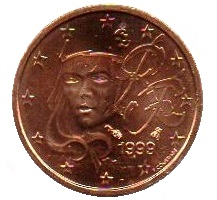
Französische Euromünze zu 1 Cent, Entwurf Fabienne Courtiade

2-Euro-Gedenkmünze zum 30. Jahrestag der Fête de la Musique (2011)

Fabienne Courtiade besuchte von 1985 bis 1991 die École Estienne in Paris, eine höhere Schule für Kunst und Grafikdesign. Anschließend übte sie mehrere Tätigkeiten in der Druckbranche aus. Seit 1996 ist sie als Graveurin bei der Monnaie de Paris beschäftigt. Ihr bekanntester Entwurf ist die modern gestaltete Marianne auf den Bildseiten der französischen Euromünzen zu 1, 2, und 5 Cent. Darüber hinaus hat sie eine Reihe französischer Sammlermünzen und 2-Euro-Gedenkmünze entworfen.

## Werke (Auswahl)
- Bildseite der französischen Kursmünzen zu 1, 2 und 5 Euro-Cent (geprägt seit 1999);[1]
- Sammlermünzen Europa 2002 mit einheitlicher Gestaltung zu ¼ Euro, 1½ Euro (Silber), 10 Euro, 20 Euro, 50 Euro und 100 Euro (Gold);
- Sammlermünzen zum 200. Jahrestag der Standeserhöhung von Jean-Baptiste Jules Bernadotte im Jahr 2006, ¼ Euro (Silber) und 10 Euro (Gold);
- Sammlermünzen zum 300. Todestag von Sébastien Le Prestre de Vauban im Jahr 2007, mit einheitlicher Gestaltung zu ¼ Euro, 1½ Euro, 20 Euro (Silber) und 10 Euro (Gold);
- 2-Euro-Gedenkmünze zum 30. Jahrestag der Fête de la Musique (2011).